# Dreis
Dreis là một đô thị ở huyện Bernkastel-Wittlich, trong bang Rheinland-Pfalz, Đô thị Dreis có diện tích 11,26 km², dân số thời điểm ngày 31 tháng 12 năm 2006 là 1470 người.